# Johanne Kirstine Andersen
Johanne Kirstine Andersen (født 7. oktober 1862, død 10. oktober 1925) var en dansk gårdmandskone og kvindesagsforkæmper.
Som ung kom Johanne Andersen på kvindehøjskolen Vældegård og her hørte hun om kvindesagens betydning under et foredrag af baronesse Astrid Stampe. Den 2. juni 1908 stiftede Andersen en kreds i Dansk Kvindesamfund, Balslev-Ejbykredsen. Hun blev efter relativt kort tid en førende skikkelse i den fynske kvindebevægelse. I 1910 blev hun valgt ind i Dansk Kvindesamfunds fællesstyrelse. I 1922 tvang sygdom hende til at trække sig tilbage. Hun døde i 1925.